# Pierre Borel
Pierre Borel (llatí: Petrus Borellius; c.1620–1671) va ser un savi francès: químic (i reputat alquimista), metge i botànic.
Borel va néixer a Castres. Es va doctorar en medicina a la Universitat de Montpeller el 1640. El 1654 va esdevenir metge del rei de França, Lluís XIV.
In 1663 he married Esther de Bonnafous. In 1674 he became a member of the Académie française. He died in Paris.
Es va ocupar d'una gamma eclèctica de temes: òptica, història antiga, filologia i bibliografia. Els seus biògrafs han tendit a lamentar la seva propagació per tantes àrees.
En El cas de Charles Dexter Ward, HP Lovecraft representa (mal) Borellus (sic) com un potent nigromant. De fet, la novel·la s'obre amb una cita de Borellus.

## Obres
- Les antiquités de Castres, 1649
- Bibliotheca chimica, 1654
- Trésor de recherches et d'antiquités gauloises et françaises, 1655
- Historiarium et observationum medico-physicarum centuria IV, 1653, 1656
- De vero telescopii inventore, 1655.
- Vitae Renati Cartesii, summi philosophi compendium, 1656.
- Discours nouveau prouvant la pluralité des mondes : que les astres sont des terres habitées et la terre une estoile, qu'elle est hors du centre du monde dans le troisiesme ciel et se tourne devant le soleil qui est fixe, et autres choses très curieuses, ... [s.n.] Ginebra, 1657.[3]
- Dictionnaire des termes du vieux françois ou Trésor de recherches et antiquités gauloises et françoises,..., Briasson. París, 1750[4]
- Vitae Renati Cartesii, summi philosophi compendium. [Reprod.] / auctore Petro Borello, medico regio, Joannem Billaine (Parisiis), viduam Mathurini Dupuis (Parisiis), 1656[5]